# La tregua (1997)
La tregua is een Italiaanse oorlogsfilm uit 1997 onder regie van Francesco Rosi. De film is gebaseerd op La tregua, een autobiografisch boek uit 1963 van Primo Levi, in 1966 in het Nederlands uitgebracht als Het oponthoud en in 1988 in een nieuwe vertaling uitgebracht onder de titel Het respijt.

## Verhaal
De Italiaans/Joodse scheikundige en Partizaan Primo Levi is in 1945 een van de overlevenden bij de bevrijding van het concentratiekamp van Auschwitz. Tijdens zijn terugreis naar Turijn voelt hij zich door de confrontatie met de vrijheid volledig verloren. Onderweg ontmoet hij verschillende andere reizers, zoals een filosofische Griek en een aantrekkelijke verpleegster. Zo zwerft hij een tijdlang door Oost-Europa.

## Rolverdeling
| Acteur                | Personage        |
| --------------------- | ---------------- |
| John Turturro         | Primo Levi       |
| Rade Šerbedžija       | Griek            |
| Massimo Ghini         | Cesare           |
| Stefano Dionisi       | Daniele          |
| Teco Celio            | Kolonel Rovi     |
| Roberto Citran        | Unverdorben      |
| Claudio Bisio         | Ferrari          |
| Andy Luotto           | D'Agata          |
| Agnieszka Wagner      | Galina           |
| Lorenza Indovina      | Flora            |
| Marina Gerasimenko    | Maria Fjodorovna |
| Igor Bezgin           | Jegorov          |
| Aleksandr Iljin       | Mongool          |
| Vjatsjeslav Olchovski | Luitenant Sergej |
| Anatoli Vasilev       | Dr. Gotlieb      |